# 満月あいり
満月 あいり（みつき あいり、1992年2月25日 - ）は、日本の歌手。兵庫県神戸市出身。A型。マクスペック所属。

## 来歴
2010年、スターダストプロモーションに所属し舞台デビュー。
2012年から福永マリカらと共にバンド「新・チロリン」のメンバーとして活動し、ドラムを担当。
2016年、マクスペックに移籍。
2017年、iTunesで2曲の配信シングル『habits』、『I still love you』を発売し、ソロ歌手としてデビュー。

## 人物
- 趣味 - 子供と遊ぶこと
- 特技 - ダンス、歌
- 母は1980年代後半にアイドルデュオ「BaBe」で活躍した二階堂ゆかり
- 兄と弟がいる。

## 出演

### バラエティ番組
- ノンストップ!（2017年7月11日、フジテレビ） - 母と共に出演
- まさかの一丁目一番地（2024年12月30日、TBS） - 母と共に出演

### CM
- ニコン「人類の夢とNikon」『IC篇』（2008年）

### 舞台
- 少女人形舞台「LOVE ME DOLL」（2010年3月17日 - 22日、銀座みゆき館劇場、作・演出：朝倉薫） - ハンタージャック 役
- 劇団M.M.C オリジナルミュージカル vol.27「星の王子様」（2010年7月15日 - 21日、新宿スペース107） - 星組アンサンブル
- 少女人形舞台「月光の不安」（2010年8月4日 - 8日、銀座みゆき館劇場、作・演出：朝倉薫） - 神良ルイ（主演）/萩原良太郎の2役
- 朝倉薫演劇団 旗揚げ20周年記念公演「江古田スケッチ」（2011年8月17日 - 21日、銀座みゆき館劇場、作・演出：朝倉薫） - 木下玲子 役
- ONE PIECE LIVE ATTRACTION「MARIONETTE」（2020年3月22日 - 2021年、東京タワー フットタウン「東京ワンピースタワー」） - ナミ 役（荒井レイラとのWキャスト。キャラクターボイスは岡村明美）

### ライブ
- MAXPEC LIVE SECOND（2015年12月28日、道玄坂・LIVE STAGE GUILTY）
- MAXPEC LIVE vol.3（2016年4月2日、道玄坂・LIVE STAGE GUILTY）
- 苫米地英人 機能音源ギターライブ （2016年5月6日、道玄坂・LIVE STAGE GUILTY）
- MAXPEC LIVE vol.4（2016年8月3日、道玄坂・LIVE STAGE GUILTY）
- MAXPEC LIVE vol.5（2016年9月2日、道玄坂・LIVE STAGE GUILTY）
- 苫米地英人バースデー特別ギターライブ「Gifts from Abstract Dimensions」（2016年9月7日、道玄坂・LIVE STAGE GUILTY）
- club diner （2016年10月12日、渋谷・VUENOS）
- ウダガワガールズコレクション vol.180・8（2016年11月9日、渋谷・gee-ge）
- MAXPEC LIVE vol.6（2016年11月21日、道玄坂・LIVE STAGE GUILTY）
- 苫米地英人 機能音源ライブ（2016年11月28日、2017年2月10日、7月7日、8月28日、9月1日、8日、10月16日、2018年2月12日、3月9日、4月23日、6月1日、7月1日、27日、8月26日、9月7日、12日、11月18日、他。道玄坂・LIVE STAGE GUILTY）
- 苫米地英人 超時空中密の階梯スパイラル機能音源ライブ（2017年1月20日、道玄坂・LIVE STAGE GUILTY）
- フラッシュ・ア・ラモード（2017年2月8日、恵比寿・天窓.switch）
- DrTranceWerks講義型Functional Soundライブ（2017年6月26日、道玄坂・LIVE STAGE GUILTY）
- 今夜はピタカゲ vol.5（2018年3月8日、六本木・morph-tokyo）
- FANTASTIC!!（2018年4月16日、六本木・morph-tokyo）
- GANMA presents「BegiNNiNg FreSH」（2018年7月16日、渋谷・R Lounge）
- 満月あいりpresents「Ariaddict」（2018年8月19日、恵比寿・CLUB aim）
- GANMA&Viento presents「BegiNNiNg FreSH × D Familia」（2018年12月9日、渋谷・R Lounge）

### WEB
- 東京Style 〜すべての流行は渋谷から〜（2016年7月12日 - ） - 筒井萌子、中井千遥と共に出演　※株式会社ユー・シー・エルの商品の生放送プロモーション動画（中国のアリババグループの越境ECサイト「天猫（T-MALL）」）
- 恋愛体感ショートフィルム「キス×kiss×キス Special Chapter」（2017年1月20日 - 、全2話、dTV）

## ディスコグラフィ

### 配信シングル
1. habits（2017年）
2. I still love you（2017年）
3. FAKE IT（2018年）
4. Bad girl（2019年）